# Jamie Cullum
Jamie Cullum (født 20. august 1979 i Essex) er en engelsk jazz-popmusiker fra Storbritannien.
Allerede som barn var han interesseret i en bred vifte af musik såsom pop, jazz, hip-hop, rock, blues, heavy rock, dance og rap. Meget af sin musikinteresse fik han fra sin ældre bror, Ben Cullum, som var en god guitarist, og som interesserede sig meget for musik. Jamie Cullum fik lidt undervisning i klaver som barn, men havde ikke lysten til at øve sig, og da han ikke kunne få det stærke og kraftfulde udtryk frem i klaveret, som han oplevede i popmusikken, begyndte han i stedet at spille guitar. Som 12-13årig vendte han tilbage til klaveret og spillede meget boogie-woogie og rock n’ roll klaver, fordi han ved at spille dette oplevede samme gennemtrængende kraftfuldhed som i popmusikken. I teenageårene kom interessen for jazz også, da Jamie sammen med broderen Ben udforskede jazzpladerne. Især Herbie Hancock inspirerede Jamie Cullum til at blive pianist.
Cullums alsidige smag for musik førte ham også vidt omkring i udførelsen af musik. Han har spillet med i forskellige bands i sin teenageungdom, hvor hans rolle har været alt lige fra, at spille på trommer i et hip-hop band til at spille guitar i bands som Raw Sausage og The Mystery Machine. 
Efterhånden blev Cullum dog mere og mere optaget af klaver og begyndte at opbygge sin musikalske karriere, mens han studerede film og engelsk litteratur på Reading University. I denne periode dygtiggjorde han sig nemlig på klaveret ved at have mange spillejobs til bryllupper og på krydstogtskibe. 
I 1999 indspillede Jamie Cullum Trio albummet Heard It All Before, som skulle sælges, når Jamie Cullum var ude at spille. Pengene herfra og resterne af Cullums studielån blev brugt til at lave albummet Pointless Nostalgic, som udkom i 2002. Herefter blev Universal interesseret i Cullum, og han blev mere succesfuld. I 2003 udgav han Twentysomething og i 2005 Catching Tales, begge på Universal.
De fleste af numrene er coverversioner af ældre eller nyere sange, mens Jamie Cullum også selv har skrevet nogle numre alene eller sammen med broderen Ben Cullum.
At Jamie Cullum har haft så meget erfaring som entertainer, før han blev verdenskendt har gjort, at hans talent for at underholde ved koncerterne er udviklet maksimalt. Cullum nærmest angriber flygelet og udlader en enorm mængde energi, som med sikkerhed fænger publikum. 

## Diskografi
- Heard It All Before (1999)
- Pointless Nostalgic (Candid, 2002)
- Twentysomething (Verve, 2003)
- Catching Tales (Universal/Verve, 2005)
- The Pursuit (Decca, 2009)
- Momentum (Island, 2013)
- Interlude (Island, 2014)
- Taller (Island, 2019)